# Paola Soldevila de la Pisa
Paola Soldevila de la Pisa (Porrera, Priorat, 7 de desembre de 1996) és una futbolista catalana.
Defensa, es formà al Club de Futbol Reus Deportiu i posteriorment jugà al Nàstic de Tarragona. La temporada 2013-14 jugà al Club Esportiu Sant Gabriel, debutant amb el primer equip la tempora següent a la Primera Divisió. L'estiu de 2016 fitxà per la Reial Societat, amb el qual es proclamà campiona de la Copa de la Reina (2019). Després de quatre temporades s'incorporà al Reial Club Deportiu Espanyol i l'estiu de 2021 fitxà pel Vila-real Club de Futbol. Ha sigut internacional amb la selecció espanyola en categories de formació, destacant la consecució del subcampionat d'Europa sub-19. Ha competit amb la selecció catalanaabsoluta en cinc ocasions.